# Lapidarium Polickie

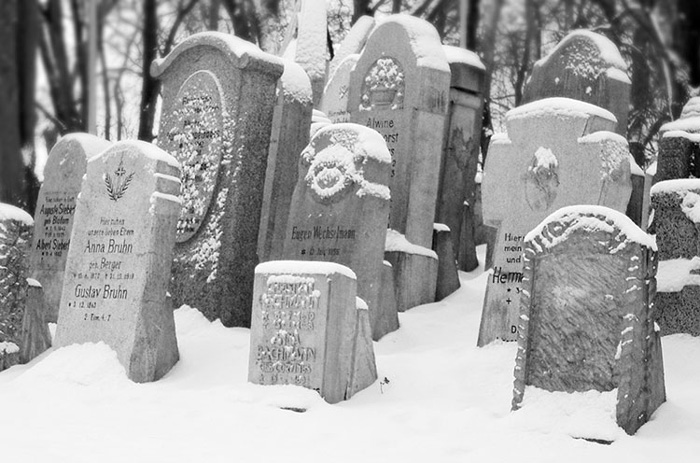
Polickie lapidarium

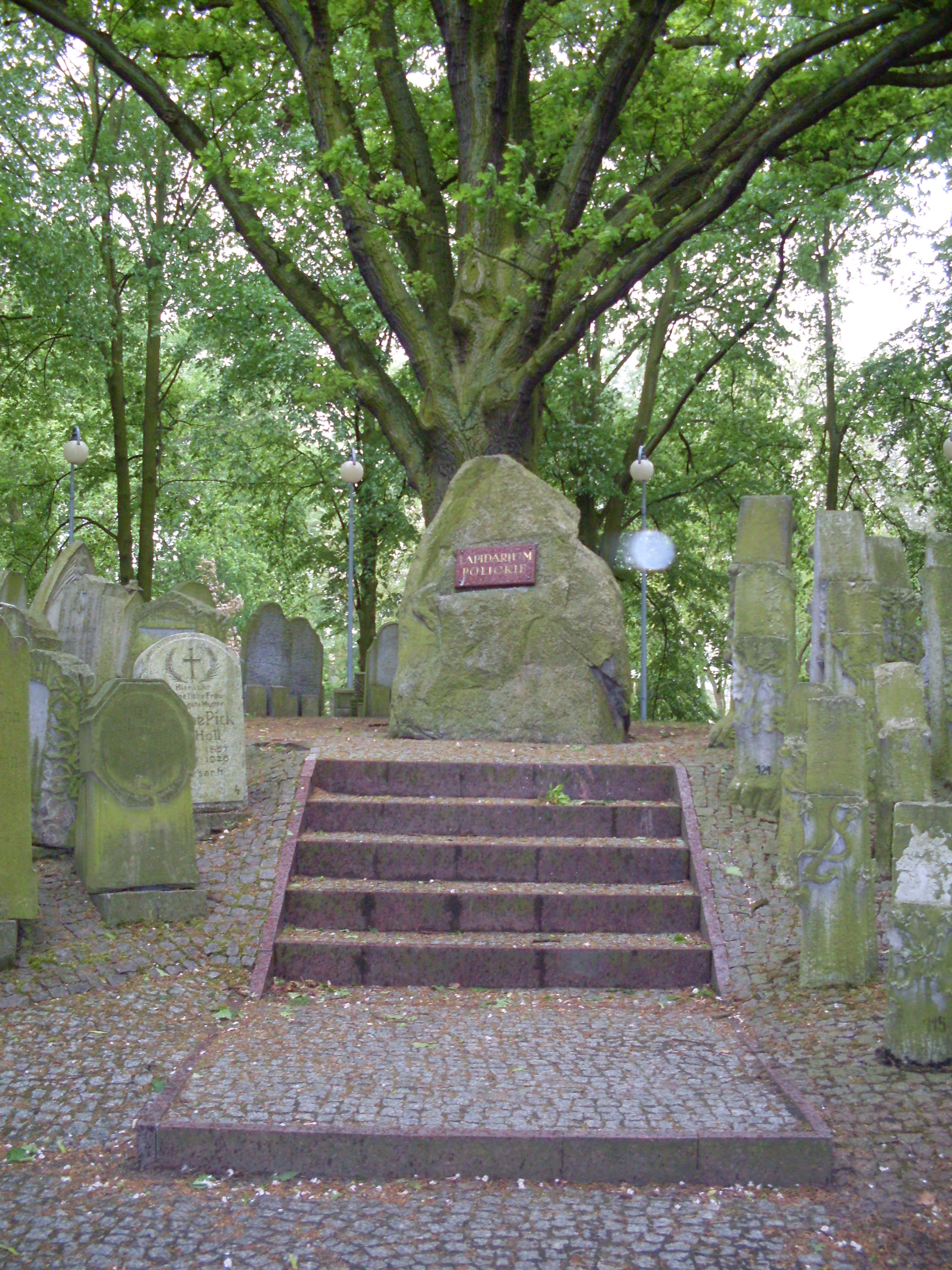
Lapidarium wiosną

Lapidarium Polickie – lapidarium zawiera ponad 125 elementów sztuki sepulkralnej, zebranych z blisko 20 cmentarzy z terenu gminy. Są to stelle, pnie stylizowane, głazy, krzyże żeliwne, większość z inskrypcjami. Jego otwarcie nastąpiło 30 września 1998 roku z udziałem władz samorządowych gminy oraz strony niemieckiej.

## Historia
Mapa Powiatu Rędowa z początku XX wieku, wskazuje ponad 25 cmentarzy w miejscowościach znajdujących się w granicach polickiej gminy. Większość z nich można odnaleźć do dziś. Są mocno zniszczone, zdewastowane, pokryte śmieciami. Stare drzewa cmentarne, powalone w ziemię kamienie nagrobne świadczą, że niegdyś grzebano tam ludzi.
Po II wojnie światowej cmentarze poniemieckie, żydowskie były nagminnie plądrowane i dewastowane. Kradziono szlachetne gatunki kamieni przerabiając je w zakładach kamieniarskich na nowe. W latach 60. i 70. ub. stulecia decyzją władz likwidowano stare cmentarze, adaptując teren na parki, skwery. Pozostałe jeszcze kamienie nagrobne służyły jako tani budulec do stawiania miejskich ozdobnych murków, obudowy klombów, a nawet piaskownic dla dzieci. Do dziś w polickim rynku ozdobny kamienny murek okalający stylizowaną postać Sediny, odsłania fragmenty inskrypcji nagrobnych.
W Policach do 1939 roku istniały 3 cmentarze: w Mścięcinie, na terenie aktualnego Parku Staromiejskiego i przy ul. Tanowskiej. Dzisiejszy cmentarz na Tanowskiej znajduje się na terenie dawnego Cmentarza Leśnego.
U schyłku lat 90., gdy napływ turystów niemieckich nasilił się, polickie władze samorządowe postanowiły załatwić wstydliwy problem. Zdecydowano urządzić Lapidarium Polickie. Wykonanie projektu, inwentaryzację zachowanych elementów zlecono Janowi Maturze, autorowi licznych publikacji prasowych opisujących polickie nekropolie. Jako miejsce wskazano wzgórze w Parku Staromiejskim, dawnym przedwojennym, miejskim cmentarzu, przy ul. Mazurskiej.